# اپرری، کاگایان
اپرری، کاگایان (به لاتین: Aparri) یک منطقهٔ مسکونی در فیلیپین است که در کاگایان واقع شده‌است.